# Lex Hadriana
La lex Hadriana est une loi romaine traitant de la gestion des terres en friche en Afrique romaine sous Hadrien au second siècle après notre ère.

## Histoire
Lors de son voyage en Afrique, l'empereur Hadrien, au IIe siècle (117-138), se rend compte qu'il y a beaucoup de terrains en friche qui pourraient avoir du potentiel une fois exploités. À la suite de cette excursion, l'empereur décide alors de mettre en place une loi pour que les agriculteurs cultivent ces terres en friche. Pour cela, l'empereur Hadrien leur donne de grands avantages tels que le droit de possession à condition que les agriculteurs cultivent la terre donnée. La lex Hadriana est connue grâce à des inscriptions présentent dans des dossiers administratifs trouvés dans l'actuelle Tunisie. Les archéologues ont découvert la loi de manière fragmentée dans des regroupements d'inscriptions retrouvés dans des lieux et époques différentes. Les fragments sont ensuite rassemblés pour reconstituer la lex Hadriana. Cependant, elle reste incomplète.

## Contenu
La lex Hadriana est un ensemble d'articles mais elle reste une « œuvre vaste » d'après Louis Carton, dont seulement deux chapitres sont connus. Cette loi complète d'autres lois comme la lex Manciana. L'objectif de la lex d'Hadriana est de lutter contre les terres non exploitées et accroitre la production en province d'Afrique.
La lex Hadriana a donc des origines démographiques puisqu'elle a pour objectif de nourrir l'importante population de l'Empire romain (88 millions). Cette loi a aussi des origines sociales avec la peur de voir la disparition des petits propriétaires fonciers et l'accroissement du nombre de grands propriétaires.

## Débats
Il y a des débats au sujet de la lex hadriana. Ces discussions consistent à savoir si la loi s'étend dans tout l'empire ou juste en Afrique. De plus, les débats concernent aussi si la loi s'applique uniquement sur les terres impériales ou sur toutes les terres de l'Empire romain.
L'application de la loi reste inconnue.